# 山形県立農林専門学校 (旧制)
| 山形県立農林専門学校 （山形農専） | 山形県立農林専門学校 （山形農専） |
| --------------------------------- | --------------------------------- |
| 創立                              | 1947年                            |
| 所在地                            | 山形県鶴岡市                      |
| 初代校長                          | 石川武彦                          |
| 廃止                              | 1951年                            |
| 後身校                            | 山形大学                          |
| 同窓会                            | 鶴窓会                            |

山形県立農林専門学校 （やまがたけんりつのうりんせんもんがっこう） は、1947年 （昭和22年） に設立された官立旧制専門学校。
本項は、一時的に後身校となった新制山形県立山形農業大学についても扱う。

## 概要
- 第二次世界大戦末期から戦後に増設された公立の農林専門学校 （農専、旧称： 高等農林学校） の一つ。
- 本科に農科・林科の 2科を設置した。
- 学制改革でごくわずかな間のみ新制山形県立山形農業大学となったのち、山形大学農学部となった。
- 同窓会は 「山形大学農学部鶴窓会」 （やまがただいがくのうがくぶ かくそうかい） と称し、旧制・新制合同の会である。

## 沿革
- 1945年12月： 山形県会、官立高等農林学校設置に関する意見書を建議。
- 1946年4月： 農専設立準備委員会発足 （8月、農専設立専門委員会と改称）。
- 1946年6月： 鶴岡市会、農業専門学校誘致を可決。誘致陳情書を県に提出。
- 1946年9月： 山形県会、農専位置を鶴岡市とする旨決議。
- 1947年1月21日： 専門学校令により山形県立農林専門学校設置認可 （形学第26号）。
- 1947年4月21日： 第1回入学式。
  - 本科 （修業年限3年） に農科・林科の 2科を設置。
- 1948年3月： 県立農業大学昇格申請書を山形県に提出。
- 1948年6月： 山形県会、県立農業大学設置を議決。
- 1948年7月： 山形農業大学設置認可申請書を文部省に提出。
- 1948年10月： （国立）山形大学農学部設置申請書を文部省に提出。県立模範林、演習林として移管。
- 1949年2月： 寄宿舎 「北辰寮」 開設。
- 1949年2月21日： 新制山形県立山形農業大学設置認可。
- 1949年4月1日： 山形農業大学発足。
  - 設置学科は農学科・林学科。
- 1949年5月31日： 国立学校設置法により新制山形大学発足。
  - 旧制山形県立農林専門学校は、農学部 （農学科・林学科） の母体となった。
  - 山形県立山形農業大学は、認可取り消しとなった。
- 1949年7月18日： 山形大学農学部、第1回入学式。
- 1950年3月： 旧制農専、第1回卒業。同窓会 「鶴窓会」 発足。
- 1951年3月： 旧制山形県立農林専門学校、廃止。
  - 農専整理事務所発足 （1955年3月移管完了、1962年7月 山形県告示第648号で同事務所を正式廃止）。

## 歴代校長
- 初代： 石川武彦 （1947年2月 - 1951年3月）

## 校地の変遷と継承
創立時から廃止まで、鶴岡市から寄附を受けた旧市立青年学校・市立女子農業学校の元校地を使用した。同校地は後身の山形大学農学部に引き継がれた。

## 著名な出身者
- 木田元 - 哲学者

## 関連書籍
- 田口三郎　『庄内の野の果遠く : 山形大学農学部十年史』　山形大学農学部、2004年6月。
  - 当時の事務局長 田口三郎が残した十年史を活字化して復刊したもの。
- 山形大学農学部創立五十周年記念誌編集委員会（編）　『山形大学農学部創立五十周年記念誌』　山形大学農学部創立五十周年記念事業会、1997年10月。